# Kurzwaren

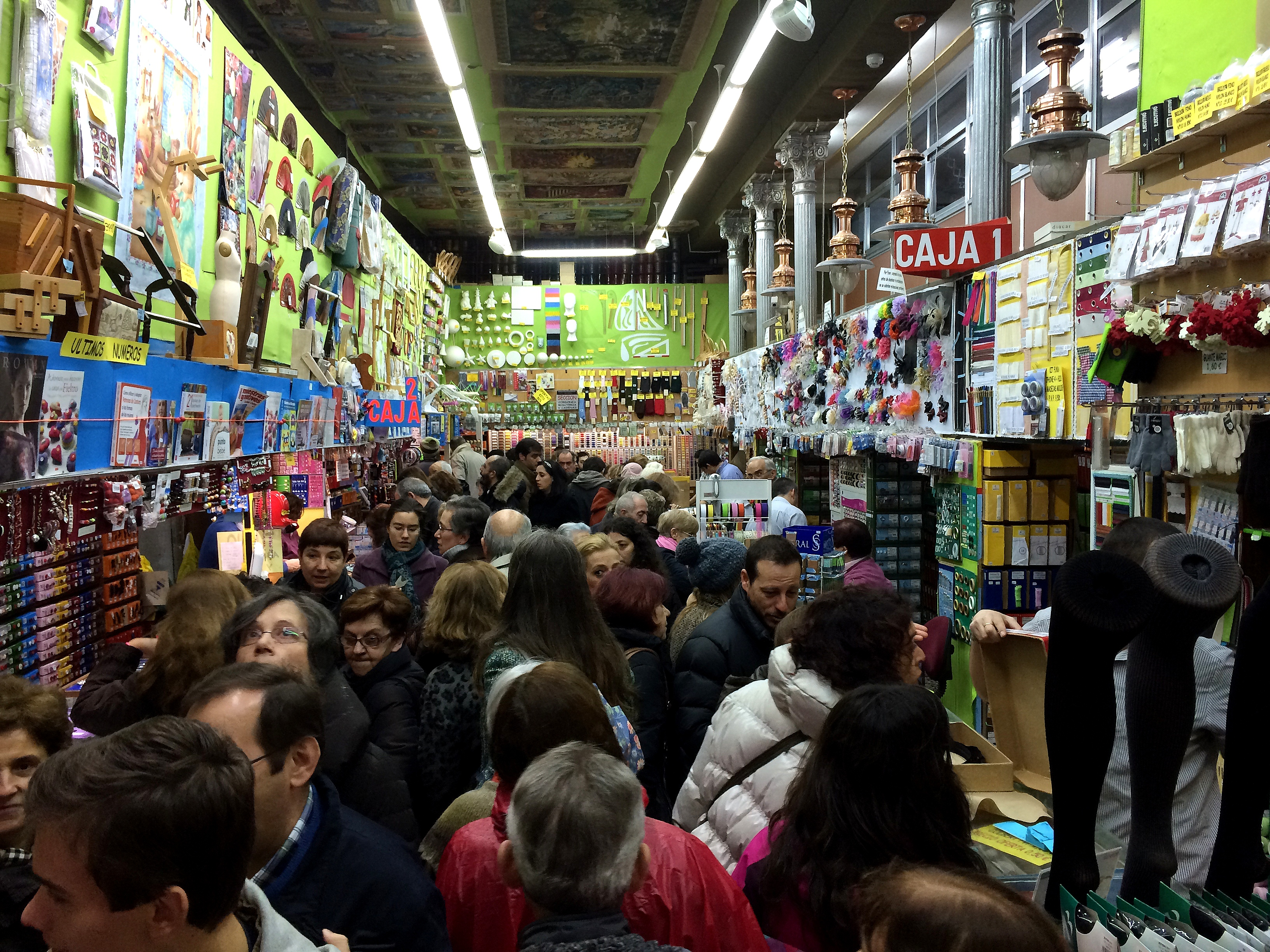
Kurzwarenhandlung in Madrid

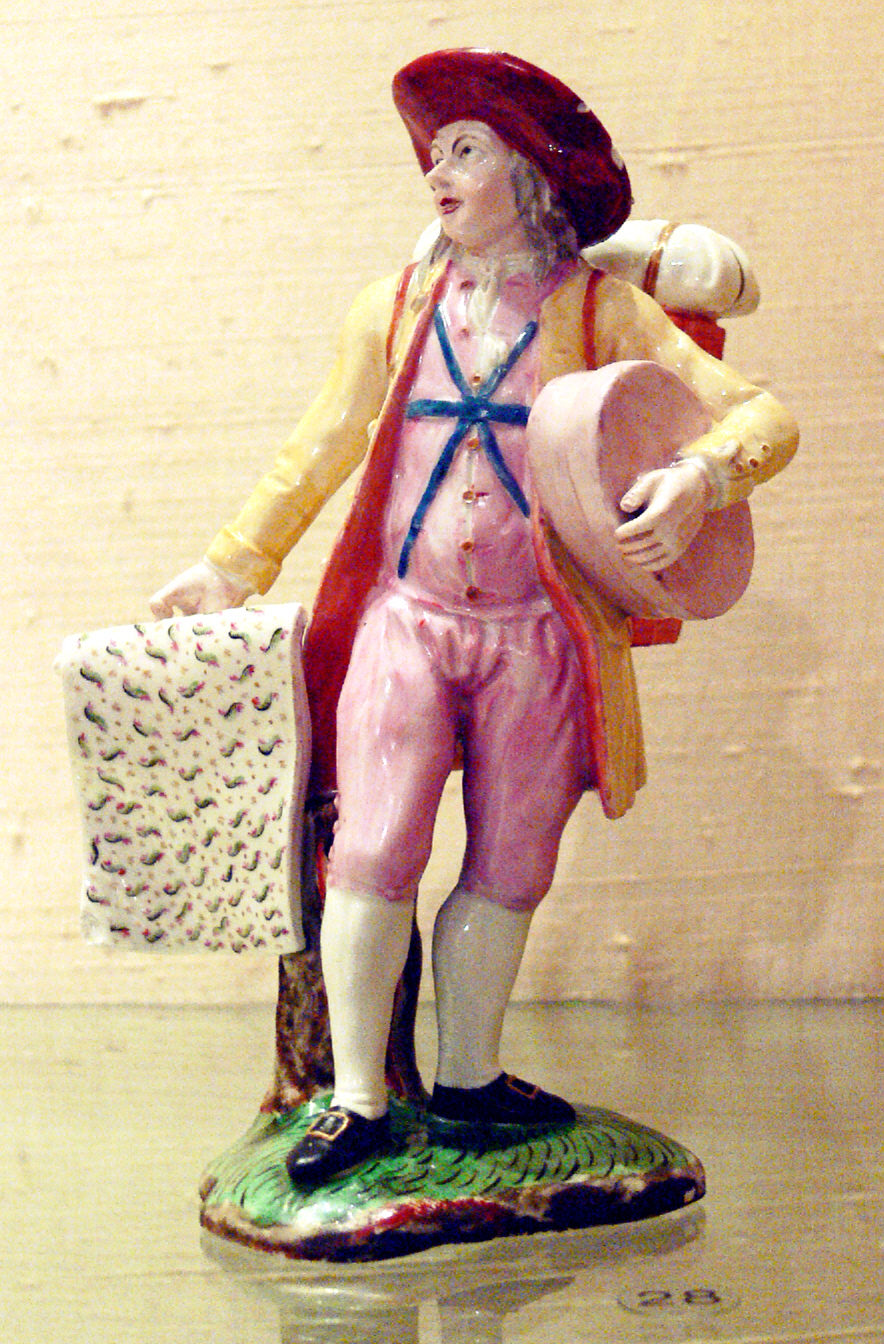
Kurzwarenhändler, Porzellanskulptur, Kelsterbach um 1790

Unter dem Handelsbegriff Kurzwaren werden kleine Gegenstände aus dem Bereich Nähen zusammengefasst. Dazu gehören Knöpfe, Zwirne, Schnallen, Nadeln und Reißverschlüsse.

## Etymologie
Die Bezeichnung Kurzwaren (schweizerisch auch Mercerie) hat sich aus dem älteren „kurze Waren“ (18. Jahrhundert) entwickelt. Das Adjektiv „kurz“ bezog sich nicht unbedingt nur auf die Länge, es konnte auch im Sinne von „klein“ gebraucht werden.

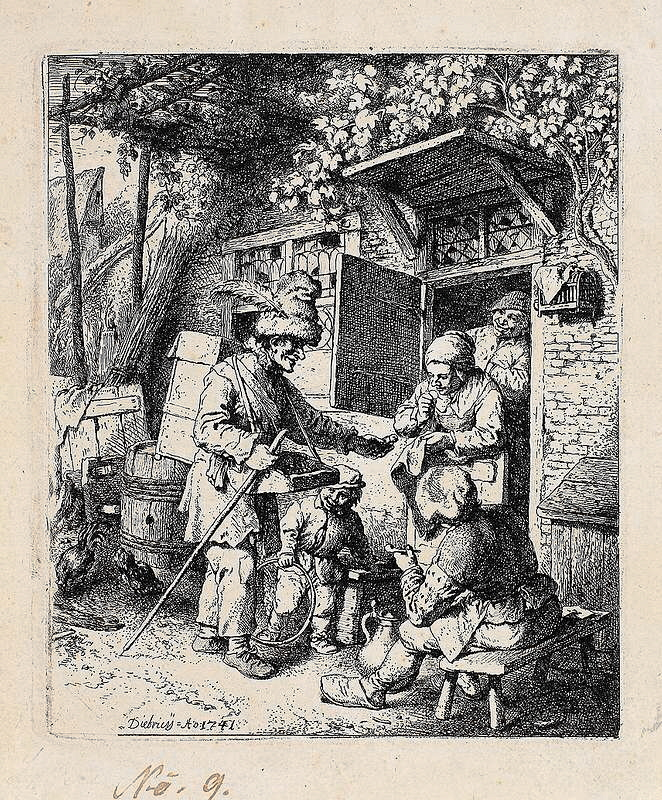
Christian Wilhelm Dietrich: Der Kurzwarenhändler, 1741

Johann Christoph Adelung merkt dazu an:

„Kurze Waare, kleine verarbeitete oder verfertigte Dinge, als eine Waare betrachtet, z. B. hölzernes Spielgeräth, kleine Eisenwaaren u. s. f.“

Der „kurzen Ware“ wurde gelegentlich die „lange Ware“ gegenübergestellt:

„Kauft allerhand, kauft allerhand,
Kauft lang’ und kurze War!
Sechs Kreuzer’s Stück, ist gar kein Geld,
Wie’s einem in die Hände fällt.
Kauft allerhand, kauft allerhand,
Kauft lang’ und kurze War!“

Das Deutsche Wörterbuch der Brüder Grimm gibt dazu an:

„die /kurze/ ist wol eig. die nicht nach der elle gemessen wird, keine /ellenwaare/ ist, die dann mit der /langen waare/ gemeint sein müszte.“

„Kurze Waren“ sind demnach  Waren, die nicht mit der Elle gemessen werden, keine Ellenwaren, heute also keine Ware am Laufmeter, wie üblicherweise die Stoffe, sondern Stückgut oder Schüttgut.